# Кампоротондо-Этнео
Кампоротондо-Этнео (итал. Camporotondo Etneo) — коммуна в Италии, располагается в регионе Сицилия, подчиняется административному центру Катания.
Население составляет 2937 человек, плотность населения составляет 490 чел./км². Занимает площадь 6 км². Почтовый индекс — 95040. Телефонный код — 095.
Покровителем коммуны почитается святой Антоний Великий. Праздник ежегодно празднуется 17 января.